# X район (Свошовице)

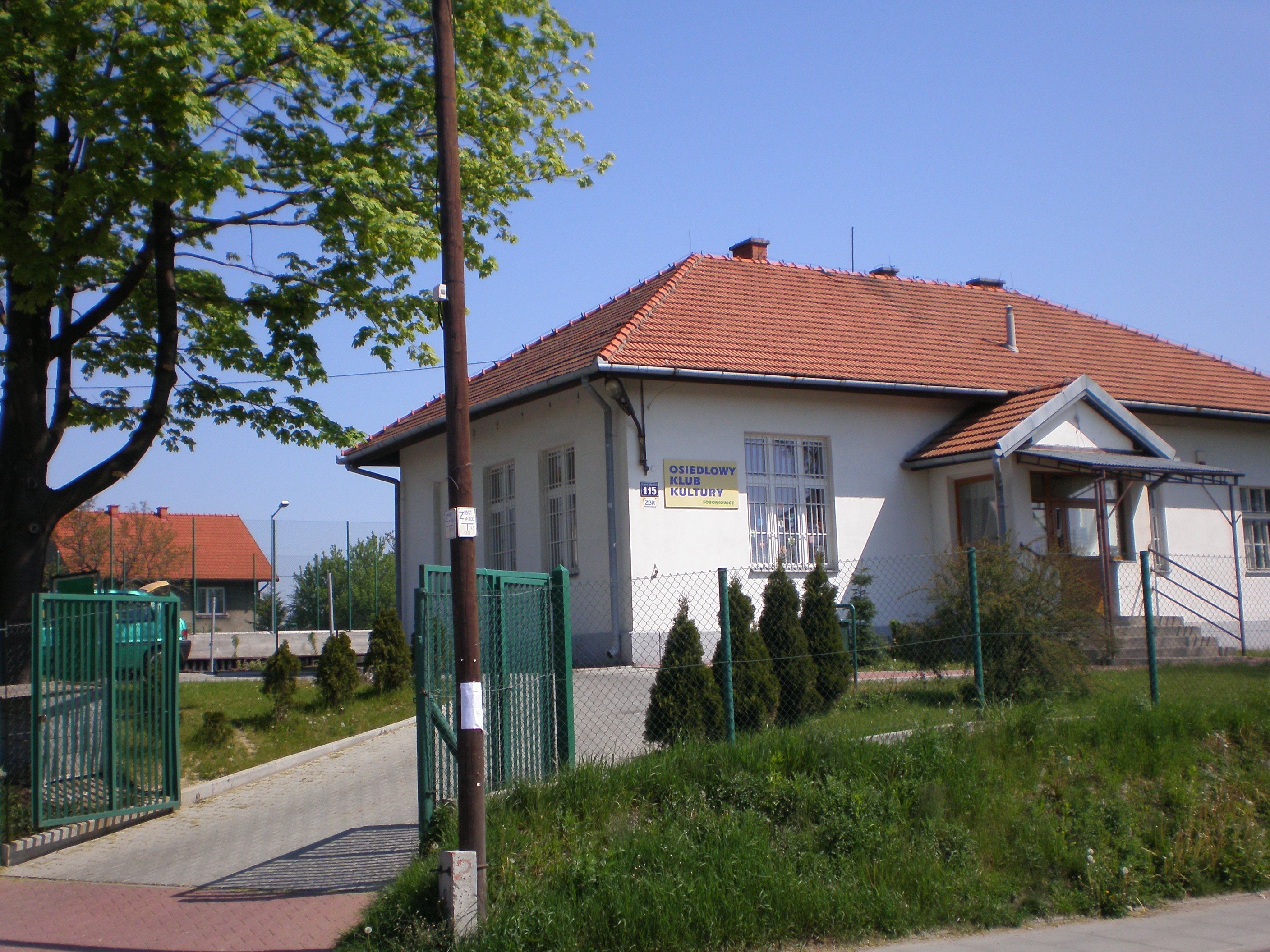
Дом культуры в оседле Собонёвице

Дзельни́ца X Свошови́це (пол. Dzielnica X Swoszowice) — дзельница, административно-территориальная и вспомогательная единица Краковской городской гмины, один из 18 административных районов Кракова. Администрация дзельницы располагается по адресу ul. Inicjatywy Lokalnej 5. В настоящее время Председателем дзельницы является Мацей Назимек.

## География
Дзельница X Свошовице граничит на западе с дзельницей VIII Дембники и на севере – с дзельницами IX Лагевники-Борек-Фаленцкий и XI Подгуже-Духацке.
Площадь дзельницы составляет 2.482,28 гектаров. В состав дзельницы входят оседле Баня, Барыч, Врублёвице, Збыднёвице, Клины-Борковске, Косоцице, Люсина, Лыса-Гура, Опатковице, Оседле Уздровиско-Свошовице, Райско, Сярчана-Гура, Собонёвице, Свошовице, Юговице.

## История
До 1990 года территория современной дзельницы входила в Дзельницу Подгуже. Современная Дзельница X Свошовице была учреждена 27 марта 1991 года решением № XXI/143/91 городского совета Кракова. Современные границы дзельницы были утверждены решением городского совета № XVI/192/95 от 19 апреля 1995 года.

## Население
Численность населения дзельницы составляет 22.549.